# Јелисавета Беба Петров
Јелисавета Беба Петров (Бања Лука, 28. јул 1919 — Панчево, 6. март 1942), учесница Народноослободилачке борбе.

## Биографија
Рођена је 28. јула 1919. године у Бањалуци. Године 1923. њена породица преселила се у Вршац, где је завршила основну школу и гимназију. Потом је уписала Правни факултет у Београду.
Још као ученица гимназије у Вршцу, заједно са млађим братом Браниславом Брацом укључила се у омладински револуционарни покрет. Одмах након полагања матуре, 1939. године Јелисавета је примљена у тада илегалну Комунистичку партију Југославије (КПЈ). Прве везе са комунистичким покретом добила је од старије сестре Драгице, која је била студент Филозофског факултета и учесница револуционарног студенстког покрета.
Заједно са сестром Драгицом, била је један од оснивача Омладинске секције Женског покрета у Вршцу и један од најактивнијих његових чланова. Радила је такође у партијској техници и помагала Жарку Зрењанину при умножавању партијског материјала. Активно је помагала брату Браци на организовању организација Савеза коунистичке омладине Југославије (СКОЈ) у Вршцу и околини. Била је секретар Окружног комитета СКОЈ-а за Вршац. На Петој покрајинској конференцији СКОЈ-а за Војводину, фебруара 1940. године била је изабрана за чланицу Покрајинског комитета.
Године 1940. је била ухапшена у Вршцу. У затвору је тада провела око 40 дана, али упркос свим мучењима, пред полицијом ништа није признала, па је услед недостатка доказа била пуштена.
После окупације Југославије, 1941. године, по одлуци КПЈ, пребацила се у Панчево. Тамо је радила на организовању устанка и јужном Банату. Била је члан Окружног комитета КПЈ за јужни Банат и радила у партијској техници.
Почетком марта 1942. полиција је сазнала за склониште Окружног комитета, на периферији Панчева. У зору 6. марта 1942. године, полицијско-окупационе снаге, предвођене Јурајом Шпилером, опколиле су кућу у којој су се поред Јелисавете, налазили и њен брат Браца Петров, који је био секретар ОК КПЈ за јужни Банат и Славко Томић, члан ОК КПЈ за јужни Банат. Након сазнања да су опкољени, они су одбили да се предају и пружили су отпор непријатељу. Након дуже борбе, непријатељ је упао у кућу. Браца Петров је погинуо на лицу места, док су Јелисавета и Славко били тешко рањени. По пребацивању у болницу, Јелисавета је истог дана преминула.
У опкољеној кући, међу уништеним партијским материјалом, нађена је порука „Ми умиремо за слободу народа”.
Дом омладине у Вршцу је носио њено име све до 2001. године.

### Породица
Читава Јелисаветина породица је учествовала у Народноослободилачком рату. Поред брата Браце (1921—1942), погинула јој је и старија сестра Драгица (1916—1942) и снаја Олга (1920—1942). Даница и Олга су биле заточене у логору на Бањици, а убијене су истог дана — 9. маја 1942. године. Олга је проглашена за народног хероја.
У лето 1939. године Јелисавета се удала за Жарка Зрењанина (1902—1942), познатог војвођанског комунисту и секретара Покрајинског комитета КПЈ за Војводину. Они се нису званично венчали у општини или цркви, већ су свој брак „озваничили” пред партијском организацијом. Жарко је погинуо 4. новембра 1942. године у Павлишу, код Вршца, када је окупатор услед издаје, открио кућу у којој се налазио. Проглашен је за народног хероја, а град Зрењанин назван је по њему.